# Скажутин, Александр Фёдорович
Александр Фёдорович Скажутин (1908-?) — сержант Рабоче-крестьянской Красной Армии, участник Великой Отечественной войны, полный кавалер ордена Славы, лишён всех званий и наград в связи с осуждением.

## Биография
Александр Скажутин родился в 1908 году в Новороссийске. В июне 1941 года он был призван на службу в Рабоче-крестьянскую Красную Армию. С июля того же года — на фронтах Великой Отечественной войны. В боях был ранен и контужен. К весне 1944 года ефрейтор Александр Скажутин был наводчиком орудия батареи 903-го горнострелкового полка 242-й горнострелковой дивизии 1-й гвардейской армии 4-го Украинского фронта, позднее стал командиром орудия в той же батарее.
Первый раз отличился во время штурма Севастополя. 7 мая 1944 года в боях за высоту в районе Балаклавы Скажутин лично уничтожил 1 дзот, 2 станковых пулемёта, 1 противотанковое орудие и около 15 солдат и офицеров противника. 6 июня 1944 года он был награждён орденом Славы 3-й степени.
Во второй раз отличился во время освобождения Польши. 19 сентября 1944 года в бою под городом Санок Скажутин вместе со своим расчётом уничтожил 1 артиллерийское орудие и около 20 солдат и офицеров противника. 10 января 1945 года он был награждён орденом Славы 2-й степени.
В третий раз отличился во время освобождения Чехословакии. 5-8 мая 1945 года в боях за Оломоуцкий край расчёт Скажутина уничтожил 7 пулемётных точек, 1 бронемашину, около 40 солдат и офицеров противника.
Указом Президиума Верховного Совета СССР от 15 мая 1946 года за «исключительное мужество, отвагу и бесстрашие, проявленные в боях с гитлеровскими захватчиками на заключительном этапе Великой Отечественной войны» сержант Александр Скажутин был награждён орденом Славы 1-й степени.
После окончания войны Скажутин был демобилизован. Вернулся в Новороссийск, заведовал главным корпусом базы № 609. В 1947 году проверка Министерства государственного контроля СССР выявила крупную недостачу хлебопродуктов на базе. В составе группы работников базы Скажутин был арестован по обвинению в хищении. 28 февраля 1948 года Народный суд 2-го участка города Новороссийска приговорил его к 5 годам исправительно-трудовых лагерей.
Указом Президиума Верховного Совета СССР от 3 марта 1950 года Александр Скажутин был лишён всех званий и наград.
Дальнейшая судьба не установлена.